# Józef Milchert
Józef Milchert (ur. 9 stycznia 1874 w Osieku, zm. 8 czerwca 1930 w Bydgoszczy) – kupiec, przemysłowiec, polski działacz narodowy i społeczny.

## Życiorys
Urodził się 9 stycznia 1874 w Osieku w powiecie bydgoskim, w rodzinie Jana, rolnika, i Marianny z Behrendtów. Ukończył szkołę ludową w Osieku. Jako 15-letni chłopiec został uczniem w sklepie w Mroczy. Po wyuczeniu się zawodu kupca, od 1892 pracował jako pomocnik kupiecki w Nakle, Bydgoszczy i Grudziądzu. Służbę wojskową odbył w 2 pułku artylerii ciężkiej w Świnoujściu (1894–1896). W latach 1896–1899 pracował ponownie jako pomocnik kupiecki w Inowrocławiu i Bydgoszczy.
W 1896 osiadł na stałe w Bydgoszczy, gdzie usamodzielnił się i założył fabrykę likierów. Był wynalazcą i autorem 25 patentów, zaś za swoje wyroby uzyskał srebrne medale na wystawach przemysłowych w Bydgoszczy (1910) i Toruniu (1913).
Pracę zawodową łączył z czynną działalnością narodową i społeczną. W 1909 zainicjował powstanie  Towarzystwa Kupców Samodzielnych w Bydgoszczy, które powstało na bazie istniejącego od 1898 Koła Towarzysko-Kupieckiego przy Towarzystwie Przemysłowym. W jego mieszkaniu odbywały się spotkania polskich działaczy narodowo-społecznych. Był gorącym zwolennikiem wybudowania w Bydgoszczy nowego kościoła parafialnego Św. Trójcy dla Polaków i wspierał finansowo i organizacyjnie jego budowę. 
Przez Niemców bydgoskich nazywany był „królem polskim”. Po utworzeniu w końcu 1918 Rady Ludowej na miasto Bydgoszcz i przedmieścia, pełnił w niej funkcję skarbnika. 19 stycznia 1920 uczestniczył w historycznym akcie inkorporacji Bydgoszczy do Polski. W sierpniu 1920 mianowano go radnym komisarycznej Rady Miejskiej, a 30 czerwca 1921 został członkiem magistratu. Podlegały mu sprawy kasy oszczędności, rzeźni i hali targowej. W 1921 i 1925 wybierano go na stanowisko III honorowego radcy miejskiego.
Uczestniczył w organizacji polskiego życia gospodarczego w Bydgoszczy. Był członkiem wielu instytucji i organizacji. m.in. Rady Nadzorczej Towarzystwa Akcyjnego „Fema”, prezesem i członkiem honorowym Towarzystwa Przemysłowo-Rzemieślniczego, członkiem Rady Nadzorczej Sp. Akc. Karbid Wielkopolski oraz prezesem Rady Nadzorczej Tow. Akc. Drukarnia Bydgoska, działał w Towarzystwie Uczni Kupieckich. Autor wspomnień dotyczących powstania wielkopolskiego.
Zmarł 8 czerwca 1930 w Bydgoszczy. Został pochowany na cmentarzu Nowofarnym. W nekrologach zaliczono go do „starej gwardii patriotów – Polaków w Bydgoszczy, którzy obywatelstwo i lud polski prowadzili ku odrodzeniu Polski nie bacząc na nic i na nikogo”.

### Rodzina
Józef Milchert był żonaty z Teofilą z Ziętaków. Miał dzieci: Edwarda (pasierb, ur. 1892), Marię (ur. 1901), Henryka (ur. 1903), Annę (ur. 1905), Józefa (ur. 1907) i Witolda (ur. 1930).

## Ordery i odznaczenia
- Krzyż Oficerski Orderu Odrodzenia Polski (30 kwietnia 1927)[1]

## Upamiętnienie
Uchwałą Rady Miasta Bydgoszczy nr XX/371/11 z dnia 29 grudnia 2011 jedna z ulic na terenie Bydgoskiego Parku Przemysłowo-Technologicznego otrzymała nazwę Józefa Milcherta.